# Bùi Minh Phương
Minh Phương hay Bùi Minh Phương (1962 – ) tên đầy đủ là Bùi Thị Minh Phương, là nữ diễn viên sân khấu và điện ảnh Việt Nam. Bà được phong tặng danh hiệu Nghệ sĩ ưu tú năm 2019.

## Tiểu sử
Minh Phương sinh ngày 30 tháng 4 năm 1962 tại xã Bắc Sơn, huyện Kim Bôi, tỉnh Hòa Bình, bà là người dân tộc Mường. Bố của bà từng làm việc tại Ty Văn hóa tỉnh Hòa Bình, sau đó ông nhập ngũ năm 1968, được cử vào Cần Thơ khoảng một năm thì mất liên lạc và bất ngờ trờ về vào cuối năm 1975.
Năm 1978, Minh Phương trúng tuyển vào lớp diễn viên Kịch của Nhà hát Tuổi Trẻ cùng khóa Ngọc Huyền, Chí Trung, Lê Khanh, Minh Hằng.

## Đời tư
Minh Phương từng có một cuộc hôn nhân và có một cô con gái, sinh năm 1990, với người chồng trước. Bà và người chồng thứ hai, Phó Đức Hiệp, quen biết nhau từ năm 1993. Họ kết hôn từ năm 2000, khi mỗi người đều đã có con riêng. Bà và người chồng sau có một con trai, sinh năm 1996, là một đâu bếp có tên tuổi ở Hà Nội.

## Vai diễn

### Kịch nói
- Đời cười 5
- Bến Osin
- Lời thề thứ 9 vai bà Xuyên
- Nắng quái chiều hôm vai Kiều
- Làm vua vai Dương Thị Lụa

### Điện ảnh
| Năm  | Phim               | Vai diễn        | Đạo diễn                         | Chú thích |
| ---- | ------------------ | --------------- | -------------------------------- | --------- |
| 1986 | Thị trấn yên tĩnh  | Châu Sa         | Lê Đức Tiến                      |           |
| 2012 | Mùi cỏ cháy        | Người mẹ        | Nguyễn Hữu Mười                  |           |
| 2004 | Thời xa vắng       | Vợ Tình         | Nguyễn Hữu Mười                  |           |
| 2016 | Trên đỉnh bình yên |                 | Nguyễn Hữu Mười                  |           |
| 2021 | Bình minh đỏ       |                 | Nguyễn Thanh Vân, Trần Chí Thành |           |
| 2021 | Tình yêu vô hình   | Mẹ Tiêu Đức Quý | Quách Tường                      |           |

### Phim truyền hình
| Năm  | Phim                                   | Vai diễn       | Đạo diễn                                           | Dạng phim            | Chú thích |
| ---- | -------------------------------------- | -------------- | -------------------------------------------------- | -------------------- | --------- |
| 1997 | Tứ tử trình làng                       | Bà Minh        | Nguyễn Hữu Luyện                                   | Ngắn tập             |           |
| 1997 | Ngày Tết nhiệm màu                     | Hà             | Văn Bích Thủy                                      | Điện ảnh truyền hình |           |
| 1997 | Người năm ấy của mẹ                    | Thụy           | Nguyễn Hữu Phần                                    | Điện ảnh truyền hình |           |
| 1998 | Đón khách                              |                | Đỗ Minh Tuấn                                       | Điện ảnh truyền hình |           |
| 1998 | Chuyện tình của tôi                    | Cúc            | Xuân Sơn                                           | Điện ảnh truyền hình |           |
| 1998 | Hồn đất                                | Vợ Nhâm        | Nguyễn Anh Tuấn                                    | Điện ảnh truyền hình |           |
| 2000 | Chuyện học đường                       |                | Nguyễn Anh Tuấn                                    | Ngắn tập             |           |
| 2000 | Quà năm mới                            | Mẹ Hải         | Nguyễn Danh Dũng                                   | Điện ảnh truyền hình |           |
| 2000 | Những người con hiếu thảo              | Vợ Hoan        | Trần Phương                                        | Ngắn tập             |           |
| 2001 | Hồi sinh                               |                | Bùi Huy Thuần                                      | Dài tập              |           |
| 2001 | Họ mãi là đồng đội                     | Dung           | Hữu Thanh                                          | Điện ảnh truyền hình |           |
| 2001 | Bến quê                                | Lài            | Phương Dung                                        | Điện ảnh truyền hình |           |
| 2001 | Cái các của ông tổng giám đốc          |                | Đỗ Minh Tuấn, Hoàng Tấn Phát                       | Điện ảnh truyền hình |           |
| 2001 | Hoa cỏ may                             | Mẹ Na          | Lưu Trọng Ninh                                     | Dài tập              |           |
| 2002 | Đất và người                           | Bà Son         | Nguyễn Hữu Phần, Phạm Thanh Phong                  | Dài tập              |           |
| 2002 | Ranh giới                              | Mẹ Phương      | Vũ Hồng Sơn                                        | Điện ảnh truyền hình |           |
| 2002 | CSHS Cảnh sát đặc nhiệm                |                | Nguyễn Danh Dũng, Trần Hoài Sơn                    | Dài tập              |           |
| 2003 | Một chuyện đời thường                  | Hậu            | Nguyễn Thế Hồng                                    | Ngắn tập             |           |
| 2003 | Ranh giới                              | Mẹ Phương      | Vũ Hồng Sơn                                        | Điện ảnh truyền hình |           |
| 2003 | Những người bạn cũ                     | Thiện          | Bùi Huy Thuần                                      | Điện ảnh truyền hình |           |
| 2003 | Hẹn gặp lại                            | Hương          | Lê Lực                                             | Điện ảnh truyền hình |           |
| 2004 | Hoa xuyến chi                          | Bà Hiền        | Nguyễn Hữu Luyện                                   | Điện ảnh truyền hình |           |
| 2005 | Nắng trong mắt bão                     | Nhị            | Phạm Thanh Phong                                   | Dài tập              |           |
| 2005 | Vượt qua thử thách                     |                | Phi Tiến Sơn, Nguyễn Hữu Luyện, Trịnh Lê Phong     | Dài tập              |           |
| 2005 | Bản lĩnh người đẹp                     |                | Nguyễn Anh Tuấn                                    | Ngắn tập             |           |
| 2005 | Chuyện tình vùng quê                   | Xoan           | Lê Cường Việt                                      | Ngắn tập             |           |
| 2006 | Tháng 13                               | Mẹ Ngân        | Hoài Sơn, Quang Vinh                               | Ngắn tập             |           |
| 2006 | Đợi đến ngày Tết                       | Mẹ Hạnh        | Phạm Nhuệ Giang                                    | Điện ảnh truyền hình |           |
| 2007 | Ma làng                                |                | Nguyễn Hữu Phần, Hoàng Lâm                         | Dài tập              |           |
| 2007 | Gia đình thợ mỏ                        |                | Phạm Thanh Phong                                   | Ngắn tập             |           |
| 2008 | Khát vọng xanh                         |                | Trần Chí Thành                                     | Ngắn tập             |           |
| 2008 | Con đường sáng                         | Má Hạnh        | Phạm Việt Thanh, Nguyễn Đức Việt                   | Dài tập              |           |
| 2008 | Mùa hè rớt                             | Bà Lan         | Phạm Thanh Phong                                   | Điện ảnh truyền hình |           |
| 2008 | XU50                                   | Cô giáo        | Bùi Quốc Việt                                      | Điện ảnh truyền hình |           |
| 2009 | Trái tim đầu thai                      |                | Nguyễn Anh Tuấn                                    | Điện ảnh truyền hình |           |
| 2010 | Nhật ký viết đến ngày 8-3              | Chị Mỵ         | Phạm Gia Phương                                    | Điện ảnh truyền hình |           |
| 2012 | Chân trời trắng                        | Yến Nhi        | Phạm Thanh Phong, Phạm Gia Phương, Nguyễn Đức Hiếu | Dài tập              |           |
| 2012 | Bản di chúc bí ẩn                      | Mai Lan        | Trịnh Lê Phong                                     | Dài tập              |           |
| 2013 | Thái sư Trần Thủ Độ                    | Phạm Thành Phụ | Đào Duy Phúc                                       | Dài tập              |           |
| 2013 | Trò đời                                | Bà cố Hồng     | Phạm Nhuệ Giang                                    | Dài tập              |           |
| 2015 | Ráng chiều                             | Bà Hoài        | Đặng Thái Huyền                                    | Điện ảnh truyền hình |           |
| 2016 | Chuyện tình bên đồng hoa tam giác mạch |                | Đào Duy Phúc                                       | Dài tập              |           |
| 2017 | Giao mùa                               | Bà Hạnh        | Trần Hoài Sơn                                      | Dài tập              |           |
| 2017 | Sống chung với mẹ chồng                | Bà Điều        | Vũ Trường Khoa                                     | Dài tập              |           |
| 2017 | Lặng yên dưới vực sâu                  | Bà Máy         | Đào Duy Phúc                                       | Dài tập              |           |
| 2017 | Cả một đời ân oán                      | Bà Mai         | Trọng Trinh                                        | Dài tập              |           |
| 2018 | Quỳnh búp bê                           | Mẹ Lan         | Mai Hồng Phong                                     | Dài tập              |           |
| 2018 | Ngược chiều nước mắt                   | Mẹ Mai         | Vũ Minh Trí                                        | Dài tập              |           |
| 2020 | Lựa chọn số phận                       | Mẹ Tình        | Mai Hồng Phong, Bùi Quốc Việt                      | Dài tập              |           |
| 2020 | Trở về giữa yêu thương                 | Bà Sương       | Trịnh Lê Phong                                     | Dài tập              |           |
| 2020 | Tình yêu và tham vọng                  | Bà Phương      | Bùi Tiến Huy                                       | Dài tập              |           |
| 2021 | Thương ngày nắng về                    | Bà Mùi         | Bùi Tiến Huy, Vũ Trường Khoa                       | Dài tập              |           |
| 2022 | Anh có phải đàn ông không?             | Mẹ Dũng        | Trịnh Lê Phong                                     | Dài tập              |           |
| 2023 | Nơi giấc mơ tìm về                     | Bà Lý          | Trịnh Lê Phong                                     | Dài tập              |           |
| 2024 | Hà Nội trong mắt em                    | Cô Thu         | Tôn Nguyễn                                         | Dài tập              |           |
| 2025 | Dịu dàng màu nắng                      | Nguyệt         | Bùi Quốc Việt                                      |                      |           |

### Chương trình truyền hình
- 2022 – Lời tự sự – vai trò khách mời[3]
- 2017 – Bữa trưa vui vẻ – vai trò khách mời[2]
- 2024 – Gia đình đoàn viên (MV của Tuấn Cường)[8]

## Giải thưởng
| Năm  | Giải thưởng                                                   | Vai diễn | Vở diễn             | Kết quả         | Chú thích |
| ---- | ------------------------------------------------------------- | -------- | ------------------- | --------------- | --------- |
| 2013 | Liên hoan các tác phẩm kịch Lưu Quang Vũ                      | bà Xuyên | Lời thề thứ 9       | Huy chương Vàng | [ 1 ]     |
| 2015 | Cuộc thi Nghệ thuât Sân khấu Kịch nói chuyên nghiệp toàn quốc | Kiều     | Nắng quái chiều hôm | Huy chương Vàng | [ 1 ]     |